# Klaus Waller

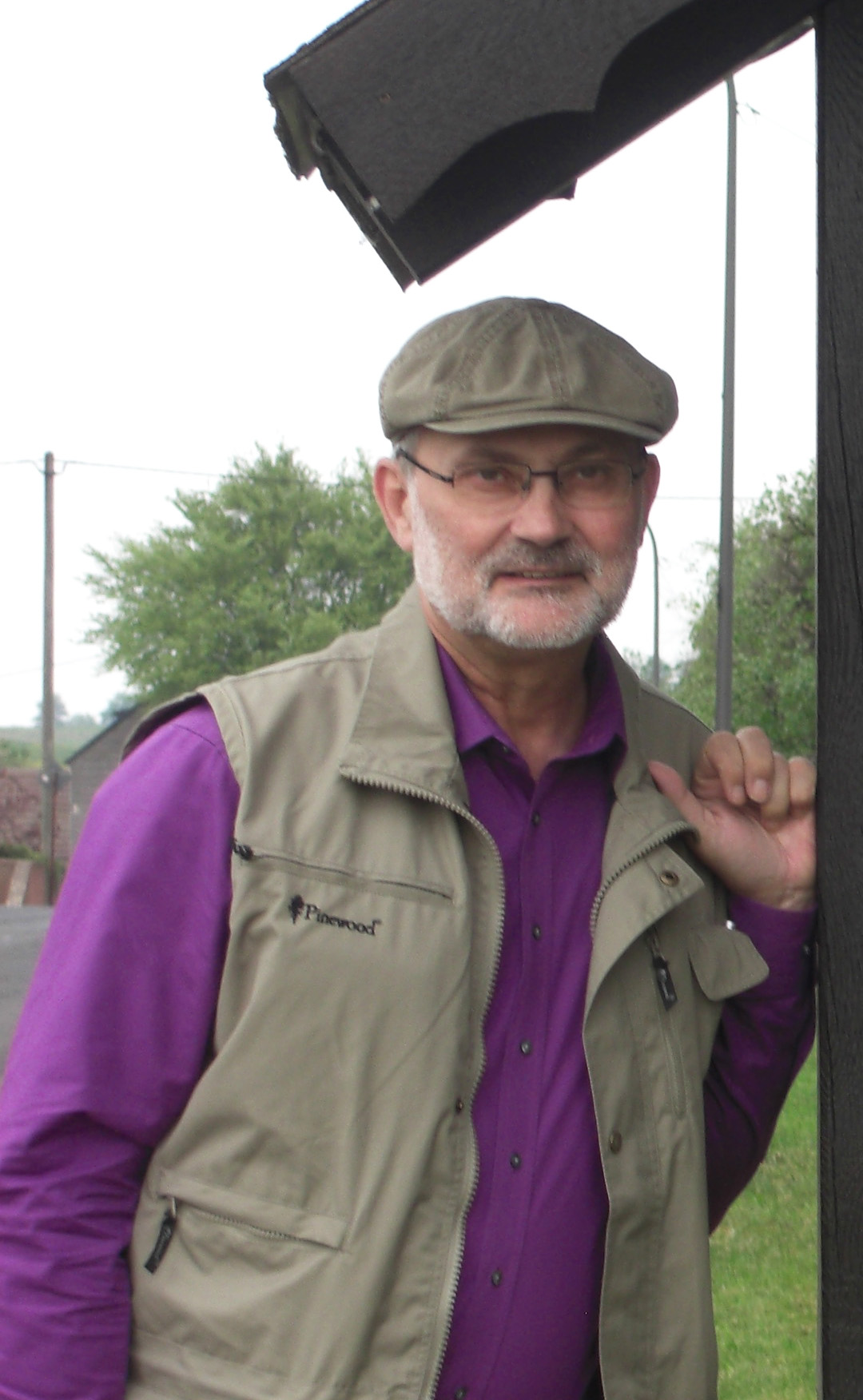
Klaus Waller

Klaus Waller (* 28. Mai 1946 in Düsseldorf) ist ein deutscher Journalist und Buchautor.

## Leben
Klaus Waller begann seine berufliche Laufbahn beim Sport-Informations-Dienst (SID) in Düsseldorf. Er arbeitete insgesamt zehn Jahre als Sportjournalist und berichtete u. a. von den Olympischen Spielen 1968 in Grenoble und Mexiko-Stadt sowie 1972 in Sapporo und München. Seit 1971 war er (als "fester Freier") Leiter des Sportressorts des DKP-Zentralorgans Unsere Zeit sowie freier Mitarbeiter des SID. Nach dem Austritt aus der DKP wirkte er als Fachredakteur für die Buchbranche beim Magazin BuchMarkt. Ab 1983 verantwortete Waller als freier Herausgeber und Lektor zwölf Jahre lang die Taschenbuchreihe rororo tomate beim Rowohlt Verlag, in der ca. 180 Titel erschienen. Erfolgreichste Autorin der Reihe war Elke Heidenreich, die bei Waller ihre ersten Bücher veröffentlichte und mit den Else-Stratmann-Bänden jahrelang die Taschenbuch-Bestsellerliste anführte.
Als Buchautor veröffentlichte Waller selbst bisher 16 Sachbücher, u. a. bei Verlagen wie Eichborn, W.Heyne, Kreuz, mvg. Mit Fotografie und Zeitung. Die alltägliche Manipulation schrieb er 1984 eine auch von Gisèle Freund hoch gelobte, viel zitierte Studie zum Einsatz von Fotografien in der Tagespresse. Zusammen mit Volker Herres verfasste Waller 1998 bei Econ eine Biografie des damaligen Kanzlerkandidaten Gerhard Schröder. Mit seiner weltweit ersten Biografie über den Operettenkomponisten Paul Abraham (2014) trug er zur einsetzenden Renaissance von dessen Werken bei. Das Buch wurde 2021 in einer erweiterten und illustrierten Fassung unter dem Titel "Paul Abraham. Der tragische König der Jazz-Operette" neu herausgebracht. Auf Wallers Recherchen basierten unter anderem die Rahmenhandlung der Inszenierungen der Operette Die Blume von Hawaii in der Oper Dortmund (Saison 2016/2017) und beim Lehár-Festival 2018 in Bad Ischl sowie das Theaterstück "Abraham" (auch: "Paul Abraham - Operettenkönig von Berlin") von Dirk Heidicke.
Klaus Waller schrieb auch TV-Drehbücher und Werbetexte. Außerdem war er (Mit-)Inhaber verschiedener Kleinunternehmen wie der Verlage Edition Cartoon Galerie und Zollhaus Verlag, des Pressedienstes Waller&Hanisch sowie eines Antiquariates. Klaus Waller hat in Essen ein Lehramtsstudium absolviert (Sekundarstufe I, Geschichte und Kunst) und ist ein Bruder des Malers Jürgen Waller.
Waller lebt in Witten/Ruhr.

## Bücher (Auswahl)
Monografien
- mit Henner Michels: Sport-Profit-Politik. VMB, Frankfurt 1974, ISBN 3-88012-293-8.
- Fotografie und Zeitung. Die alltägliche Manipulation. Zollhaus, Düsseldorf 1982, ISBN 3-923328-00-1.
- Klick! Fotografie zwischen Aufklärung und Manipulation. Beltz, Weinheim 1984, ISBN 3-407-84029-2.
- mit Wolf Alexander Hanisch: Düsseldorf heiter betrachtet. Tomus, München 1993, ISBN 3-8231-0565-5.
- Falk "on tour": Düsseldorf. Falk Verlag, Hamburg 1996, ISBN 3-8279-0549-4.
- Lexikon der klassischen Irrtümer. 333 Fehlurteile, Verblendungen und Dummheiten von berühmten und weniger berühmten Menschen. Eichborn, Frankfurt 1999, ISBN 3-8218-1448-9.
- Lexikon der klassischen Irrtümer. Wo Einstein, die katholische Kirche und andere total daneben lagen. Piper, München 2002, ISBN 3-492-23278-7. Neuausgabe 2006, ISBN 3-492-24613-3.
- Lexicon van historische vergissingen. Van Adam & Eva tot Zeppelin. Prometheus, Amsterdam 2001, ISBN 90-5333-945-0.
- Lexikon der klassischen Irrtümer, Korean translation. Hainam Publishing, Korea 2001, ISBN 89-7337-351-X.
- Habgier in Weiß. Wie schwarze Schafe einen ganzen Berufsstand in Verruf bringen. W. Heyne, München 1998, ISBN 3-453-13199-1.
- Clever bluffen im Buchhandel. Fischer Taschenbuch Verlag, Frankfurt 1998, ISBN 3-596-99142-0.
- mit Volker Herres: Gerhard Schröder. Der Weg nach oben. Econ, München 1998, ISBN 3-430-17584-4.
- mit Volker Herres: Gerhard Schröder. Der Weg nach Berlin. erweiterte Neuauflage. Econ&List Taschenbuchverlag, München 1999, ISBN 3-612-26611-X.
- Jeder kann es schaffen! Wie Menschen ihre Lebenskrisen bewältigten. Kreuz, Stuttgart 2001, ISBN 3-7831-1908-1.
- Von Achtung bis Zivilcourage. Lexikon der Werte und Tugenden. Kreuz, Stuttgart 2002, ISBN 3-7831-2151-5.
- mit Dieter Welti: Entschieden besser entscheiden. So schärfen Sie Ihr Urteilsvermögen und sind sich Ihrer Sache sicher. mvg, München 2003, ISBN 3-478-73090-2.
- mit Sarah Schönfelder: Bücher erfolgreich im Internet verkaufen. Autorenhaus, Berlin 2007, ISBN 978-3-86671-029-0.
- Paul Abraham. Der tragische König der Operette. Eine Biographie. Books on Demand, Norderstedt 2014, ISBN 978-3-7357-6311-2.
- Paul Abraham. Der tragische König der Operette. Eine Biographie. Zweite, überarbeitete Auflage. Books on Demand, Norderstedt 2017, ISBN 978-3-7431-4328-9.
- Paul Abraham. Der tragische König der Jazz-Operette. Starfruit publications, Fürth 2021, ISBN 978-3-922895-44-2.
- Als Zahnarzt im 2. Weltkrieg. Dr. Bernd Wallers Feldpostkarten-Karikaturen aus dem Feldlazarett 162. Herausgegeben von Klaus Waller. Books on Demand, Norderstedt 2022, ISBN 978-3-7562-4282-5.

Mitarbeit
- Hape Kerkeling: Cheese. Der offizielle Begleitband zur TV-Serie bei RTL. Gesamtleitung der inhaltlichen Produktion bei Klaus Waller, der auch alle buchspezifischen Gags entwickelte. Droemer Knaur, München 1994, ISBN 3-426-26695-4.
- Günter Scheich: Positives Denken macht krank. Vom Schwindel mit gefährlichen Erfolgsversprechen. Schriftstellerische Mitarbeit Klaus Waller. Eichborn, Frankfurt 1997, ISBN 3-8218-0504-8.

Herausgeber (Anthologien)
- Das Buch der Stille. Gedanken und Bilder zur Besinnung. Bertelsmann Club, Gütersloh 1992.
- Das Buch der Zuversicht. Gedanken und Bilder, die den Tag begleiten. Bertelsmann Club, Gütersloh 1994.
- Das große Buch der Kindheit. Bertelsmann Club, Gütersloh 1990.
- Das große Buch der Kindheit. W.Heyne, München 1993, ISBN 3-453-06393-7.
- Das große Buch der Tiergeschichten. Bertelsmann Club, Gütersloh 1991.
- Das große Buch des Lachens. Bertelsmann Club, Gütersloh 1988.
- Das große Buch des Lachens. Wunderlich, Reinbek 1994, ISBN 3-8052-0488-4.
- Das große Buch des Lachens. (gekürzte Ausgabe), Rowohlt Taschenbuch Verlag, Reinbek 1995, ISBN 3-499-13583-3.
- Das heitere Buch der Liebe. Bertelsmann Club, Gütersloh 1988.
- Das heitere Buch der Liebe. W.Heyne, München 1990, ISBN 3-453-03692-1.
- Das Lesebuch der Lust. (unter dem Namen Joseph Pilger), W.Heyne, München, ISBN 3-453-04871-7.
- Die Wahrheit über die Ossis. (Cartoons), Rowohlt Taschenbuch Verlag, Reinbek 1993, ISBN 3-499-12994-9.
- Düsseldorf im Cartoon. Edition Cartoon Galerie im Erb Verlag, Düsseldorf 1987, ISBN 3-88458-759-5.
- Wir sind so frei... (Cartoons), Edition Cartoon Galerie im Erb Verlag, Düsseldorf 1990, ISBN 3-88458-758-7.
- mit Jan Cornelius: Heiteres Europa. Rowohlt Taschenbuch Verlag, Reinbek 1992, ISBN 3-499-12864-0.
- Ketchup. Rowohlt Taschenbuch Verlag, Reinbek 1991, ISBN 3-499-12353-3.
- mit Wolf Alexander Hanisch: Lachbuch für Büromenschen. W.Heyne, München 1994, ISBN 3-453-07596-X.
- mit Wolf Alexander Hanisch: Lachbuch für Computer-Freaks. W.Heyne, München 1994, ISBN 3-453-07555-2.
- mit Wolf Alexander Hanisch: Lachbuch für Schüler. W.Heyne, München 1994 und 2002, ISBN 3-453-07508-0.
- Oh, ist das komisch! Rowohlt Taschenbuch Verlag, Reinbek 1985, ISBN 3-499-15728-4.
- Oh, schon wieder Rot! Rowohlt Taschenbuch Verlag, Reinbek 1985, ISBN 3-499-15727-6.
- Oh, Tor! Rowohlt Taschenbuch Verlag, Reinbek 1985, ISBN 3-499-15730-6.
- Rowohlt Schmunzel Lesebuch. Rowohlt Taschenbuch Verlag, Reinbek 1999, ISBN 3-499-13105-6.
- ...läßt das Mausen nicht. (Cartoons), Zinnober Verlag, Hamburg 1992, ISBN 3-89315-037-4.
- Wenn die Dame mit dem König. (Cartoons), Zinnober, Hamburg 1993, ISBN 3-89315-035-8.
- Sagt ein Bit zum anderen... (Cartoons), Zinnober, Hamburg 1994, ISBN 3-89315-025-0.

## Drehbücher
- Hallo, Onkel Doc!, Serie bei SAT1, Folgen: Abschied, Schreckenssekunden, Intrigen um Hilde (alle 1995)
- Ein Vater unter Verdacht, TV-Spielfilm bei SAT1 – Drehbuch zusammen mit Sylvia Ullrich (1997)

## Auszeichnung
- Das Buch Paul Abraham. Der tragische König der Jazz-Operette wurde auf die Empfehlungsliste „Bayerns beste Independent Bücher 2021“ des Bayerischen Staatsministeriums für Wissenschaft und Kunst gesetzt.